# Haplohexapodibius seductor
Haplohexapodibius seductor is een soort in de taxonomische indeling van de beerdiertjes (Tardigrada).
Het diertje behoort tot het geslacht Haplohexapodibius en behoort tot de familie Microhypsibiidae. De wetenschappelijke naam van de soort werd voor het eerst geldig gepubliceerd in 1987 door Pilato & Beasley.